# Одиноков, Виктор Георгиевич
Виктор Георгиевич Одиноков (10 июня 1924 года—17 августа 2016 года) — советский и российский учёный, педагог, филолог, литературовед, член-корреспондент РАО (1992).

## Биография
Родился 10 июня 1924 года в Пензе.
В 1948 году — заочно окончил Новосибирский государственный педагогический институт, специальность «Русский язык и литература».
С 1949 года — работал преподавателем русского языка и литературы в Новосибирском дошкольном педучилище, затем преподавал в Куйбышевском учительском институте и новосибирском пединституте.
В 1954 году — защитил кандидатскую диссертацию, тема: «Трилогия Л. Н. Толстого «Детство», «Отрочество», «Юность»».
В 1964 году — присвоено учёное звание доцента, в 1974 году — учёное звание профессора по кафедре русской литературы.
В 1973 году — защитил докторскуюю диссертацию, тема: «Проблемы поэтики русского романа XIX века (типологический аспект)».
В 1992 году — избран членом-корреспондентом Российской академии образования.
С 1962 года по 2016 годы — работал в НГУ, заведующий кафедрой литературы (1975—2008).
С 1965 по 1982 годы — входил в состав Головного совета по филологическим наукам при Минвузе СССР, с 1983 по 1998 годы — многократно читал гостевые лекции в различных университетах России и Европы.
Виктор Георгиевич Одиноков умер 17 августа 2016 года в Новосибирске. Похоронен на Южном кладбище (квартал 28).

## Научная деятельность
Специалист в области изучения русской классической литературы, её поэтики и типологии.
Читал курсы «Введение в литературоведение», «Теория литературы», являлся бессменным лектором курса «История русской литературы XIX в.».
Один из организаторов издания фундаментального труда «Очерки русской литературы Сибири».
Много лет входил в состав редколлегии журнала «Сибирские огни», в котором курировал отделы прозы и критики и сам выступал на страницах периодической печати в качестве литературного и театрального критика.
Автор 25 монографий и более 200 статей.
Член редколлегии серии «Литературное наследство Сибири»: в 7 т. (1969—1986), осуществил научное редактирование сборника статей «Вопросы русской и советской литературы Сибири» (1971), стал одним из организаторов и авторов двухтомного издания «Очерки русской литературы Сибири» (1982).
В статье «Литературный регионализм и культурная целостность» (2002) обобщил системность связей общерусской и областной литературы.
С 2002 по 2014 годы являлся ответственным секретарем научного журнала «Вестник НГУ (Серия: История, филология»), а также членом редакционного совета указанного издания (2002—2016).
Под его научным руководством защищено 25 кандидатских и 5 докторских диссертаций.
- «Л. Н. Толстой – художник. (Проблемы поэтики романов)» (1966);
- «Русский роман XIX в. Проблемы поэтики и типологии» (1967);
- «Пушкин и Тургенев. (Проблемы поэтики и типологии русского романа)» (1968);
- «Типология русского романа» (1970);
- «Художественная системность русского классического романа. Проблемы и суждения» (1976);
- «Типология образов в художественной системе Ф. М. Достоевского» (1981);
- «И даль свободного романа…» (монография посвящена романизации творческого мышления А. С. Пушкина) (1983);
- «Поэтика русских писателей и литературный прогресс» (1987);
- «Художественно-литературный опыт в поэтике русских писателей» (1990).
- «Пьесы А. П. Чехова «Чайка», «Дядя Ваня», «Три сестры», «Вишнёвый сад»: поэтика и эволюция жанра» (2006);
- «Ранняя драматургия А. П. Чехова: проблематика и поэтика» (2008);
- «Поэтический мир Н. В. Гоголя в пространстве русской культуры XIX века» (2010).

учебные и учебно-методические пособия
- «Литературный процесс и духовная культура в России: Ф. Достоевский, Л. Толстой, И. Тургенев» (1995);
- «Литературный процесс и духовная культура в России: А. Пушкин, М. Лермонтов, Н. Гоголь» (1996);
- «Литературный процесс и духовная культура в России» (1998);
- «Литература и духовная культура: материалы к курсу лекций по русской литературе XIX в.» (2002);
- «Русские писатели XIX века и духовная культура» (2003)
- «Русская литература XIX в.» (2009)
- «Романтизм как направление и метод в русской литературе XIX в.» (2013).
- совместно с профессором Р. Грюбелем являлся редактором сборника научных трудов «Русская литература и религия» (1997), составленного в рамках совместного проекта Новосибирского и Ольденбургского университетов (Германия).

## Награды
- почётные грамоты Президиума СО АН СССР, Министерства образования РФ, мэрии Новосибирска;
- грамота Сибирского отделения РАО